# Poggio Ballone
Poggio Ballone è un massiccio collinare della provincia di Grosseto, che si innalza in prossimità della fascia costiera centro-settentrionale della Maremma.
Il gruppo collinare, che costituisce l'appendice sud-occidentale delle Colline Metallifere, separa la piana del fiume Pecora (che si apre verso il Golfo di Follonica) dalla piana grossetana che viene solcata dai corsi d'acqua Bruna e Ombrone.
Il massiccio collinare di Poggio Ballone, che interessa i comuni di Castiglione della Pescaia, Gavorrano e Scarlino, raggiunge la quota massima di 631 metri s.l.m. sull'omonima vetta a sud-ovest di Tirli, attorno alla quale si elevano varie propaggini collinari da cui originano brevi corsi d'acqua a carattere torrentizio, tra i quali il principale è il fiume Alma che sfocia sul tratto costiero pianeggiante a sud del promontorio della Torre Civette.
La sponda occidentale e parte di quella meridionale del massiccio collinare digradano verso il mare con una serie di promontori che, da sud
ovest verso sud-est sono le Bandite di Scarlino (213 metri s.l.m. presso il Poggio La Guardia), il Promontorio di Punta Ala (350 metri s.l.m. presso il Poggio Peroni), oltre a Poggio Petriccio (337 metri s.l.m.), sulle cui ultime propaggini in prossimità della costa sorge il borgo medievale di Castiglione della Pescaia.
La sponda settentrionale, quella orientale e parte di quella meridionale digradano verso la pianura. Le propaggini settentrionali, da sud-ovest a nord-est, sono costituite dal Poggio Scodella (355 metri s.l.m.), dal Monte d'Alma (559 metri s.l.m.) sulle cui propaggini nord-occidentali sorge il borgo di Scarlino e dal Monte Calvo (468 metri s.l.m.) sulle cui propaggini settentrionali sorge il centro di Gavorrano mentre sulle propaggini sud-orientali sorgono le frazioni di Ravi e Caldana. La sponda orientale del massiccio collinare di Poggio Ballone è costituita, da nord a sud, dal Poggio di Vetulonia (335 metri s.l.m.), ove sorge il centro di Vetulonia con la vicina area archeologica, e dal Poggio Bruno (369 metri s.l.m.), sulle cui pendici nord-orientali sorge il centro di Buriano mentre a sud digrada verso la pianura presso la Fattoria della Badiola.
Al centro del gruppo collinare, oltre alla più elevata vetta di Poggio Ballone (631 metri s.l.m.), sulla quale sorge il centro radar di Poggio Ballone dell'Aeronautica Militare per il controllo del traffico aereo sull'intero Mar Tirreno, vanno segnalati anche Poggio Spada (540 metri s.l.m.) e Poggio Serra Alta (547 metri s.l.m.) che si elevano a est di Tirli.